# Криштоф Халецький
Криштоф Халецький (д/н —24 серпня 1654) — військовий діяч Речі Посполитої.

## Життєпис
Походив зі спольщеного українсько-білоруського роду Халецьких власного гербу. Другий син Владислава-Юрія Халецького, стражника великого литовського, і Христини Стравинської. Народився десь наприкінці 1630-х років.
З 1654 року під орудою батька брав участь у війні проти Московського царства. Того ж року у битві на Шкловці врятувавжиття батька. Проте невдовзі убитві під Шепелевичами Криштоф Халецький загинув.